# Wereldkampioenschap superbike van Assen 2004
Het wereldkampioenschap superbike van Assen 2004 was de negende ronde van het wereldkampioenschap superbike en de achtste ronde van het wereldkampioenschap Supersport 2004. De races werden verreden op 5 september 2004 op het TT-Circuit Assen nabij Assen, Nederland.

## Superbike

### Race 1
| Pos | Nr  | Rijder               | Constructeur | Rondes | Tijd        | Grid | Punten |
| --- | --- | -------------------- | ------------ | ------ | ----------- | ---- | ------ |
| 1   | 52  | James Toseland       | Ducati       | 16     | 33:30.741   | 2    | 25     |
| 2   | 7   | Pierfrancesco Chili  | Ducati       | 16     | +2.138      | 1    | 20     |
| 3   | 55  | Régis Laconi         | Ducati       | 16     | +2.450      | 3    | 16     |
| 4   | 41  | Noriyuki Haga        | Ducati       | 16     | +2.566      | 7    | 13     |
| 5   | 17  | Chris Vermeulen      | Honda        | 16     | +9.044      | 4    | 11     |
| 6   | 91  | Leon Haslam          | Ducati       | 16     | +15.885     | 5    | 10     |
| 7   | 99  | Steve Martin         | Ducati       | 16     | +16.838     | 16   | 9      |
| 8   | 24  | Garry McCoy          | Ducati       | 16     | +16.988     | 12   | 8      |
| 9   | 20  | Marco Borciani       | Ducati       | 16     | +18.191     | 6    | 7      |
| 10  | 4   | Troy Corser          | Petronas     | 16     | +19.358     | 9    | 6      |
| 11  | 69  | Gianluca Nannelli    | Ducati       | 16     | +30.934     | 8    | 5      |
| 12  | 9   | Chris Walker         | Petronas     | 16     | +40.191     | 14   | 4      |
| 13  | 5   | Piergiorgio Bontempi | Suzuki       | 16     | +51.079     | 17   | 3      |
| 14  | 12  | Warwick Nowland      | Suzuki       | 16     | +52.457     | 19   | 2      |
| 15  | 16  | Sergio Fuertes       | Suzuki       | 16     | +1:03.638   | 18   | 1      |
| 16  | 36  | Robert Menzen        | Suzuki       | 16     | +1:47.636   | 21   |        |
| DNF | 200 | Giovanni Bussei      | Ducati       | 13     | Ongeluk     | 11   |        |
| DNF | 23  | Jiří Mrkývka         | Ducati       | 8      | Uitgevallen | 24   |        |
| DNF | 38  | Arno Visscher        | Kawasaki     | 8      | Uitgevallen | 23   |        |
| DNF | 25  | Alessio Velini       | Yamaha       | 5      | Uitgevallen | 20   |        |
| DNF | 6   | Mauro Sanchini       | Kawasaki     | 4      | Ongeluk     | 15   |        |
| DNF | 19  | Lucio Pedercini      | Ducati       | 4      | Ongeluk     | 10   |        |
| DNF | 8   | Ivan Clementi        | Kawasaki     | 4      | Uitgevallen | 13   |        |
| DNF | 50  | Miguel Praia         | Ducati       | 3      | Uitgevallen | 22   |        |

### Race 2
| Pos | Nr  | Rijder               | Constructeur | Rondes | Tijd         | Grid | Punten |
| --- | --- | -------------------- | ------------ | ------ | ------------ | ---- | ------ |
| 1   | 17  | Chris Vermeulen      | Honda        | 16     | 33:31.968    | 4    | 25     |
| 2   | 52  | James Toseland       | Ducati       | 16     | +0.037       | 2    | 20     |
| 3   | 41  | Noriyuki Haga        | Ducati       | 16     | +0.117       | 7    | 16     |
| 4   | 7   | Pierfrancesco Chili  | Ducati       | 16     | +3.905       | 1    | 13     |
| 5   | 55  | Régis Laconi         | Ducati       | 16     | +6.580       | 3    | 11     |
| 6   | 91  | Leon Haslam          | Ducati       | 16     | +18.173      | 5    | 10     |
| 7   | 4   | Troy Corser          | Petronas     | 16     | +23.096      | 9    | 9      |
| 8   | 20  | Marco Borciani       | Ducati       | 16     | +33.271      | 6    | 8      |
| 9   | 8   | Ivan Clementi        | Kawasaki     | 16     | +33.516      | 13   | 7      |
| 10  | 9   | Chris Walker         | Petronas     | 16     | +33.815      | 14   | 6      |
| 11  | 200 | Giovanni Bussei      | Ducati       | 16     | +36.358      | 11   | 5      |
| 12  | 5   | Piergiorgio Bontempi | Suzuki       | 16     | +36.818      | 17   | 4      |
| 13  | 12  | Warwick Nowland      | Suzuki       | 16     | +46.401      | 19   | 3      |
| 14  | 16  | Sergio Fuertes       | Suzuki       | 16     | +1:14.282    | 18   | 2      |
| 15  | 36  | Robert Menzen        | Suzuki       | 16     | +1:32.984    | 21   | 1      |
| 16  | 50  | Miguel Praia         | Ducati       | 16     | +1:49.752    | 22   |        |
| DNF | 69  | Gianluca Nannelli    | Ducati       | 15     | Ongeluk      | 8    |        |
| DNF | 99  | Steve Martin         | Ducati       | 15     | Ongeluk      | 16   |        |
| DNF | 38  | Arno Visscher        | Kawasaki     | 8      | Uitgevallen  | 23   |        |
| DNF | 24  | Garry McCoy          | Ducati       | 5      | Uitgevallen  | 12   |        |
| DNF | 23  | Jiří Mrkývka         | Ducati       | 5      | Uitgevallen  | 24   |        |
| DNF | 25  | Alessio Velini       | Yamaha       | 1      | Uitgevallen  | 20   |        |
| DNS | 19  | Lucio Pedercini      | Ducati       | 0      | Niet gestart | 10   |        |
| DNS | 6   | Mauro Sanchini       | Kawasaki     | 0      | Niet gestart | 15   |        |

## Supersport
| Pos | Nr | Rijder                   | Constructeur | Rondes | Tijd                | Grid | Punten |
| --- | -- | ------------------------ | ------------ | ------ | ------------------- | ---- | ------ |
| 1   | 31 | Karl Muggeridge          | Honda        | 16     | 34:14.542           | 1    | 25     |
| 2   | 16 | Sébastien Charpentier    | Honda        | 16     | +0.157              | 2    | 20     |
| 3   | 88 | Andrew Pitt              | Yamaha       | 16     | +6.004              | 3    | 16     |
| 4   | 23 | Broc Parkes              | Honda        | 16     | +7.499              | 4    | 13     |
| 5   | 4  | Jurgen van den Goorbergh | Yamaha       | 16     | +7.822              | 7    | 11     |
| 6   | 54 | Jan Hanson               | Honda        | 16     | +23.817             | 13   | 10     |
| 7   | 76 | Max Neukirchner          | Honda        | 16     | +24.757             | 14   | 9      |
| 8   | 52 | Arie Vos                 | Kawasaki     | 16     | +26.405             | 12   | 8      |
| 9   | 93 | Christian Kellner        | Yamaha       | 16     | +28.450             | 19   | 7      |
| 10  | 46 | Barry Veneman            | Suzuki       | 16     | +36.504             | 10   | 6      |
| 11  | 10 | Kai Børre Andersen       | Kawasaki     | 16     | +38.370             | 15   | 5      |
| 12  | 22 | Stefano Cruciani         | Kawasaki     | 16     | +38.880             | 17   | 4      |
| 13  | 2  | Stéphane Chambon         | Suzuki       | 16     | +42.405             | 23   | 3      |
| 14  | 24 | Matthieu Lagrive         | Suzuki       | 16     | +42.604             | 18   | 2      |
| 15  | 15 | Matteo Baiocco           | Yamaha       | 16     | +43.250             | 20   | 1      |
| 16  | 44 | Iain MacPherson          | Ducati       | 16     | +54.651             | 26   |        |
| 17  | 18 | Denis Sacchetti          | Honda        | 16     | +54.871             | 27   |        |
| 18  | 51 | Roman Stamm              | Suzuki       | 16     | +1:14.681           | 29   |        |
| 19  | 45 | Sébastien Le Grelle      | Honda        | 15     | +1 ronde            | 28   |        |
| 20  | 57 | Lorenzo Lanzi            | Ducati       | 14     | +2 ronden           | 22   |        |
| DNF | 11 | Kevin Curtain            | Yamaha       | 15     | Ongeluk             | 5    |        |
| DNF | 99 | Fabien Foret             | Yamaha       | 11     | Ongeluk             | 6    |        |
| DNF | 91 | Iván Silva               | Honda        | 11     | Uitgevallen         | 21   |        |
| DNF | 43 | Andrea Berta             | Honda        | 9      | Uitgevallen         | 31   |        |
| DNF | 17 | Tobias Kirmeier          | Honda        | 7      | Ongeluk             | 11   |        |
| DNF | 37 | Katsuaki Fujiwara        | Suzuki       | 6      | Uitgevallen         | 8    |        |
| DNF | 64 | Jarno Janssen            | Suzuki       | 5      | Ongeluk             | 24   |        |
| DNF | 71 | Werner Daemen            | Honda        | 4      | Ongeluk             | 16   |        |
| DNF | 20 | Vittorio Iannuzzo        | Suzuki       | 3      | Ongeluk             | 25   |        |
| DNF | 53 | Jeroen Turkstra          | Honda        | 1      | Ongeluk             | 30   |        |
| DNS | 8  | Alessio Corradi          | Honda        | 0      | Niet gestart        |      |        |
| DNS | 19 | Walter Tortoroglio       | Suzuki       | 0      | Niet gestart        |      |        |
| DNS | 49 | Ron van Steenbergen      | Honda        | 0      | Niet gestart        |      |        |
| DNQ | 95 | Eli Chen                 | Honda        | 0      | Niet gekwalificeerd |      |        |

## Tussenstanden na wedstrijd

### Superbike
| Pos | Nr | Rijder              | Team   | Punten |
| --- | -- | ------------------- | ------ | ------ |
| 1   | 52 | James Toseland      | Ducati | 255    |
| 2   | 17 | Chris Vermeulen     | Honda  | 252    |
| 3   | 55 | Régis Laconi        | Ducati | 245    |
| 4   | 41 | Noriyuki Haga       | Ducati | 241    |
| 5   | 7  | Pierfrancesco Chili | Ducati | 213    |

### Supersport
| Pos | Nr | Rijder                   | Team   | Punten |
| --- | -- | ------------------------ | ------ | ------ |
| 1   | 31 | Karl Muggeridge          | Honda  | 157    |
| 2   | 4  | Jurgen van den Goorbergh | Yamaha | 119    |
| 3   | 23 | Broc Parkes              | Honda  | 95     |
| 4   | 16 | Sébastien Charpentier    | Honda  | 88     |
| 5   | 11 | Kevin Curtain            | Yamaha | 69     |

1992 · 1993 · 1994 · 1995 · 1996 · 1997 · 1998 · 1999 · 2000 · 2001 · 2002 · 2003 · 2004 · 2005 · 2006 · 2007 · 2008 · 2009 · 2010 · 2011 · 2012 · 2013 · 2014 · 2015 · 2016 · 2017 · 2018 · 2019 · 2021 · 2022 · 2023 · 2024 · 2025